# هاري هولكيري
هاري هولكيري (بالفنلندية: Harri Hermanni Holkeri) Harri Holkeri (1937 – 2011) سياسي فنلندي من حزب التحالف الوطني الفنلندي. تولى منصب رئيس وزراء فنلندا من عام 1987 حتى 1991. ترأس الجمعية العامة للأمم المتحدة عامي 2000 و2001.
في بداية حياته كان عضوا في مجلس إدارة بنك فنلندا. وانتخب لعضوية البرلمان من عام 1970 حتى 1978، وكان رئيسا لحزب التحالف الوطني (حزب المحافظين).
لعب دورا كبيرا في المفاوضات التي أدت إلى اتفاق الجمعة العظيمة في أيرلندا الشمالية. منحته الملكة إليزابيث الثانية ملكة إنجلترا لقب فارس.

## روابط خارجية
- هاري هولكيري على موقع IMDb (الإنجليزية)
- هاري هولكيري على موقع مونزينجر (الألمانية)